# Étrun
Étrun è un comune francese di 340 abitanti situato nel dipartimento del Passo di Calais nella regione dell'Alta Francia.
Il territorio comunale è bagnato dalle acque del fiume Gy.

## Storia

### Simboli
Lo stemma del comune si blasona:
Il comune scelse, nel 1968, di riprendere come proprio simbolo le insegne dell'abbazia benedettina per ragazze nobili che esisteva a Étrun dal IX secolo al 1789. La Rivoluzione francese vide la distruzione della sua chiesa e di gran parte del monastero.
Queste armi appaiono ancora oggi su una vetrata della chiesa parrocchiale e sui resti di un vecchio portale dell'abbazia.
Un'errata traduzione grafica dell'émanché ("inchiavato"), che si riferiva di fatto al braccio emmanché ("manicato", "vestito"), portò allo stemma adottato nel 1968 con questa immagine particolare. Nello stemma dell'Armorial général de France di D'Hozier del 1696, il braccio è infatti vestito di nero e non esce da una linea cuneata.
Il comune ha adottato come ornamenti esteriori: una corona muraria con tre torri visibili d'oro, due rami di felce verdi e la Croix de guerre 1914-1918.

## Società

### Evoluzione demografica
Abitanti censiti